# Mathis Chevalier
Pour les articles homonymes, voir Chevalier.
Mathis Chevalier, né le 8 septembre 1998 à Courcouronnes, ancien combattant de MMA, est un acteur, mannequin et performeur français.

## Biographie
Mathis Chevalier grandit à Morsang-sur-Orge. Dans sa jeunesse, il se consacre avec succès à différents sports de combat et devient Champion d'Europe de MMA amateur en 2019 à Rome. Interviewé par L’Équipe, il déclare: « L'homme le plus fort, c'est celui qui sait sourire ».
Il tient le rôle principal du film Mon CRS de Marc Martin en 2022. A cette occasion, Libération lui consacre un portrait. En 2023, le magazine cinéphile TroisCouleurs, le compte au nombre des 25 jeunes acteurs et actrices composant la relève du cinéma français. En 2024, il co-signe avec le photographe Marc Martin le livre Tomber des nu(e)s paru à l'occasion de l'exposition éponyme organisée à la galerie Obsession par Pierre Passebon et Florent Barbarossa.